# 42 Aquilae
42 Aquilae, som är stjärnans Flamsteed-beteckning, är en ensam stjärna belägen i den mellersta delen av stjärnbilden Örnen. Den har en skenbar magnitud på ca 5,45 och är svagt synlig för blotta ögat där ljusföroreningar ej förekommer. Baserat på parallax enligt Gaia Data Release 2 på ca 31,2 mas, beräknas den befinna sig på ett avstånd på ca 105 ljusår (ca 32 parsek) från solen. Den rör sig närmare solen med en heliocentrisk radialhastighet av ca -38 km/s och beräknas ligga inom ett avstånd av 52 ljusår från solen om ca 752 000 år.

## Egenskaper
42 Aquilae är en gul till vit underjättestjärna av spektralklass F3 IV/V, som i dess spektrum har blandade drag av underjätte och huvudseriestjärna. Den roterar relativt snabbt med en projicerad rotationshastighet av 87 km/s. Den har en massa som är ca 1,3 solmassor, en radie som är ca 1,9 solradier och utsänder ca 5,8 gånger mera energi än solen från dess fotosfär vid en effektiv temperatur av ca 6 700 K. Stjärnans koordinater anger en källa för röntgenstrålning, som med 99,3 procent sannolikhet kommer från stjärnan.